# Hanish
Hanish var gudarnas budbärare i mesopotamisk mytologi och den som varnade för oväder.